# Kondor-II-Klasse
Kondor-II-Klasse war die Bezeichnung der NATO für eine Klasse von Minensuch- und Räumschiffen (MSR) der Volksmarine der DDR. Die Schiffe trugen in der Volksmarine die Projektnummer 89.2 und zur Unterscheidung zu den um vier Meter kürzeren Schiffen des Projekts 89.1 die Bezeichnung MSR-lang. 1984 erfolgte nochmals eine Umklassifizierung der Schiffe zum Hochsee-Minenabwehrschiff (MAW).

## Bau und Geschichte
Die Planungen zum Projekt 89.0 wurden 1965 vom Institut für Schiffsbautechnik Wolgast (ISW) und der Peenewerft durchgeführt. Ab 1967 begann dann die Fertigung der Weiterentwicklung Projekt 89.1. 1968 wurde als Folge einer „operativ-taktischen Forderung“ nochmals eine Neuentwicklung auf Basis des Projekts 89.1 vorgenommen, die schließlich im etwas größeren und besser bewaffneten Projekt 89.2 mündete. 30 Schiffe wurden ab 1971 von der Peene-Werft an die Volksmarine ausgeliefert.

## Antrieb, Sensoren und Einrichtungen
Die Schiffe hatten einen geschweißten Stahlrumpf. Als Antrieb dienten zwei Dieselmotoren sowjetischer Bauart vom Typ M-40D mit insgesamt 2942 kW, welche die Schiffe der Klasse über zwei Schiffsschrauben auf etwa 20 Knoten beschleunigen konnten. Die Schiffe waren mit einem 3-cm-Navigations-Radargerät vom Typ TSR 333 und einem sowjetischen Sonar vom Typ „Lan“ (Tarnbezeichnung „MG-69“) zur aktiven Suche nach Seeminen ausgerüstet. Zur Erkennung von befreundeten Schiffen oder Flugzeugen und zum Bestätigen der eigenen Identität gegenüber den Verbündeten waren alle Schiffe mit Sendern und Empfängern für das russische Freund-/Feinderkennungssystem vom Typ „Nichrom“ ausgestattet.

## Bewaffnung und Einsatz

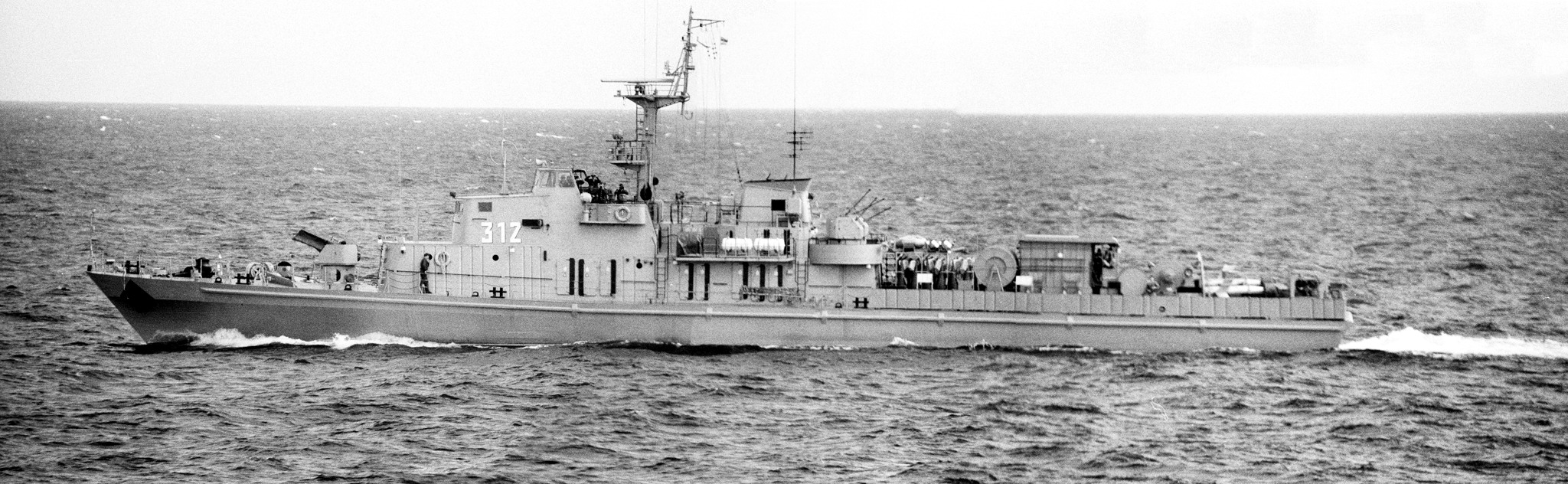
Projekt 89.2, hier die Eisleben mit der Projektnummer: 89.245

Die Hauptbewaffnung der Schiffe dieser Klasse bestand aus drei Doppellafetten vom Typ 2M-3, bestückt mit 25-mm-Maschinenkanonen. Während die erste wie beim Vorgängerprojekt (89.1) auf der Back in einem offenen Turm aufgestellt war, waren zwei weitere Lafetten mittschiffs, unmittelbar hinter der Esse an Steuerbord und Backbord auf die Aufbauten aufgesetzt, so dass die Waffen theoretisch nun Angriffe auf das Schiff aus jeder Richtung abwehren konnten.
Auch wenn es nicht dem eigentlichen Auftrag entsprach, konnten bei Bedarf vom Achterdeck Seeminen oder auch Wasserbomben ins Meer abgesetzt werden.
Zum Räumen von Minen konnte über das Heck ein Räumgeschirr vom Typ „Scherdrachengerät“ (SDG R/L) (mit Schwimmkörpern vom Typ „Scherdrache“) an Trossen hinter den Schiffen geschleppt werden, um Ankertauminen oder – unter zur Hilfenahme sogenannter Hohlstäbe – einfache Typen von Grundminen zu bekämpfen. Nach einer Modernisierungsmaßnahme und der Umklassifizierung zum „Projekt 89.2 UR“ konnte auch akustisches Minenräumgerät eingesetzt werden.
Des Weiteren konnten die umgerüsteten Schiffe im Verbund mit Mi-14BT-Hubschraubern auch Minenfelder räumen, die für das Minenräumschiff selbst zu gefährlich waren. Dazu befand sich ein zusätzlicher Leitoffizier an Bord der Schiffe, der dem Hubschrauber, auf Basis der Informationen, welche die Schiffssensoren gesammelt hatten, Anweisungen zum Räumen der Minen über Funk erteilte.
Ab 1985 wurden einige Schiffe mit einem FASTA-4M-Starter für je vier Strela-Raketen auf dem Steuerbord-Brückenvorbau als Abwehrsystem gegen Flugzeuge ausgerüstet.

## Modifikationen
- Auf Basis des Projekts 89.2 wurde 1975 die Carl Friedrich Gauß (Projekt 136) als Vermessungsschiff für den Seehydrographischen Dienst der DDR konstruiert.[4]
- Die Staatsjacht der DDR, die Ostseeland (Projekt 131) basierte ebenfalls auf dem Projekt 89.2.

## Derzeitiger Status
Es sind keine Schiffe dieses Typs mehr im Einsatz der Deutschen Marine. Neun Schiffe wurden, neben anderen Einheiten der Volksmarine, abgerüstet und nach Indonesien verkauft. 2008 befanden sich nach indonesischen Angaben noch 90 % der ehemaligen Einheiten der Volksmarine in einsatzbereitem Zustand. Zwei weitere Schiffe gingen nach Lettland. Uruguay erhielt vier Schiffe, von denen die Valiente, ehemals Eilenburg, am 5. August 2000 von dem panamaischen Frachter Skyros gerammt und in zwei Hälften gerissen wurde. Acht uruguayische Seeleute der Valiente starben, drei weitere gelten als vermisst.